# موراي كوكبورن
موراي كوكبورن هو عداء سريع كندي، ولد في 17 أكتوبر 1933 في تورونتو في كندا.

## وصلات خارجية
- موراي كوكبورن على موقع أوليمبيديا (الإنجليزية)